# Совхозное (Сахалинская область)
Совхо́зное — село в Холмском городском округе Сахалинской области России, в 13 км от районного центра.
Находится на берегу реки Целебной.

## История
До 1945 года принадлежало японскому губернаторству Карафуто и называлось Томунайкисидзава (яп. 富内岸沢). После передачи Южного Сахалина СССР село получило современное название.

## Население
| 2002 | 2010 | 2013 | 2021 |
| ---- | ---- | ---- | ---- |
| 234  | ↘155 | ↘154 | ↘92  |

По переписи 2002 года население — 234 человека (119 мужчин, 115 женщин). Преобладающая национальность — русские (81 %).